# Iōsīf Daskalakīs
Iōsīf Daskalakīs (in greco: Ιωσήφ Δασκαλάκης; Heraklion, 7 agosto 1982) è un ex calciatore greco, di ruolo portiere.

## Carriera
Ha giocato nella massima serie greca.

## Palmarès
- Campionato greco: 1

Olympiakos: 2011-2012
- Coppa di Grecia: 1

Olympiakos: 2012